# Granice (Kryg)

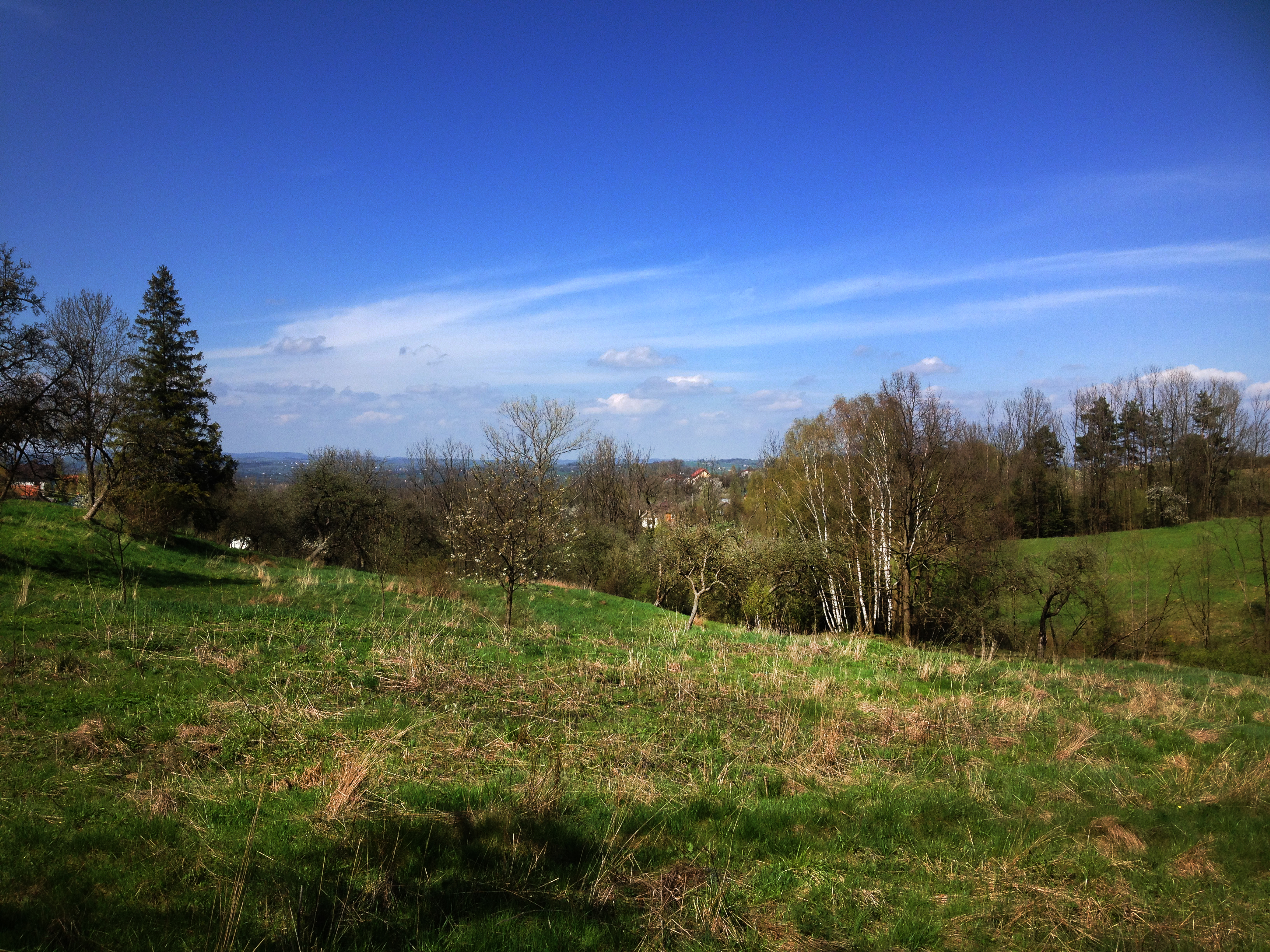
Granice. Widok od strony potoku Krygowianka.

Granice – część wsi Kryg w Polsce położona w województwie małopolskim, w powiecie gorlickim, w gminie Lipinki.
W latach 1975–1998 część wsi administracyjnie należała do województwa krośnieńskiego.

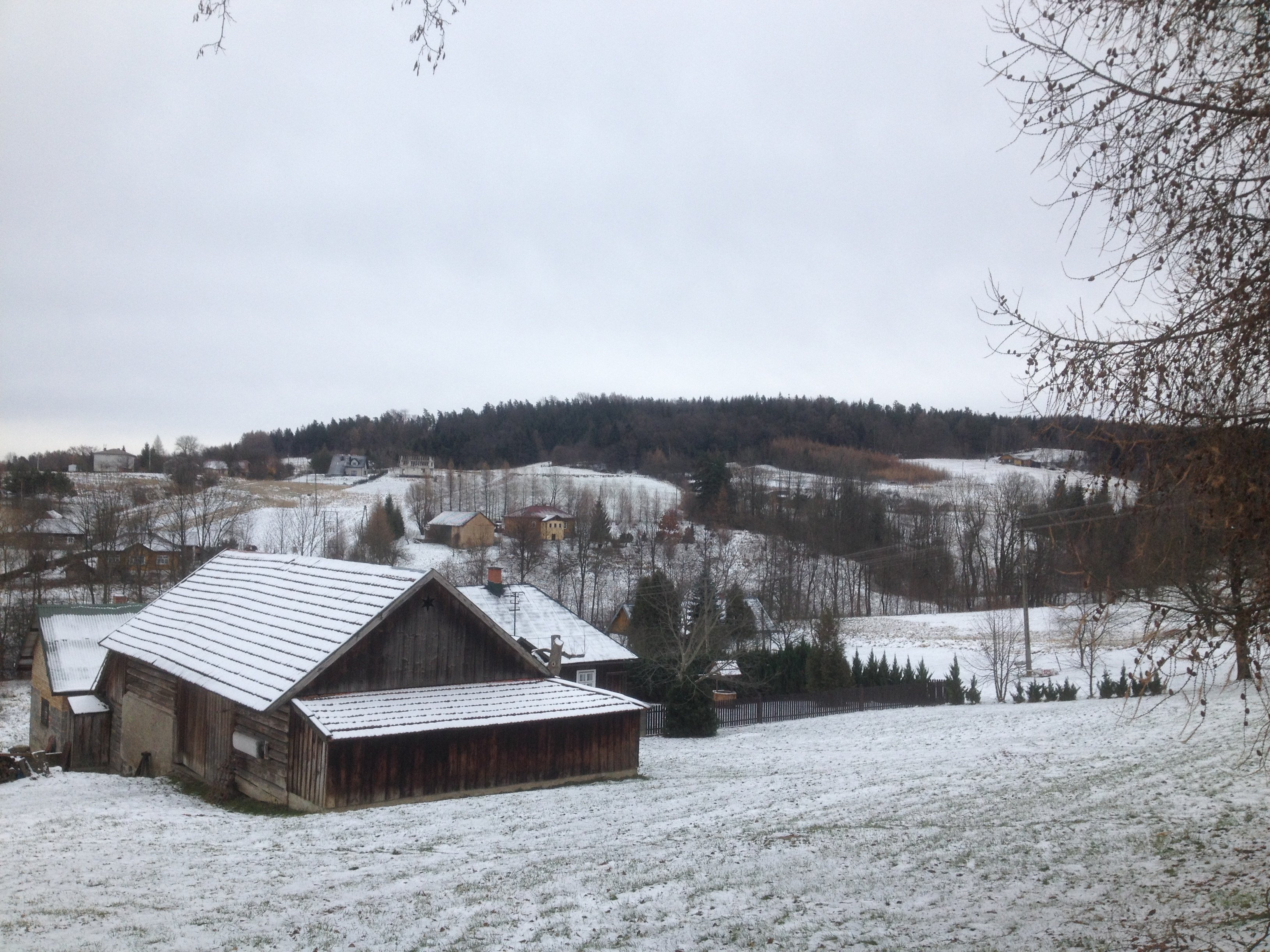
Granice. Kryg